# Légions nationales
Pour les articles homonymes, voir Légion.
Les légions nationales sont des unités militaires créées par le roi François Ier, en 1534, pour réorganiser l'infanterie française.

## Ordonnance de 1534
Reprenant l'ordonnance rendue par Louis XII en 1509 sur la levée des gens de pied, le roi François Ier l'amplifie et, le 24 juillet 1534, « ordonne avec ceux de son Conseil de dresser, à l'exemple des Rommains, en chascune province de son royaume une légion de six mille hommes de pied ».
- nationales - Jusqu'en 1534, les gens de pied sont surtout Suisses, Allemands, Italiens, Espagnols. Ces mercenaires deviennent exigeants et peu obéissants. Le roi de France, catholique, redoute d'incorporer en trop grand nombre dans ses armées des soldats gagnés aux idées de la Réforme.

## Les légions
Sept légions, de 6 000 hommes chacune, doivent être levées en Normandie, en Bretagne, en Bourgogne et Champagne, en Picardie, en Dauphiné et Provence, en Languedoc, en Guyenne.
- une légion commandée par un colonel comprend :
  - six compagnies à 1 000 hommes commandées chacune par un capitaine, assisté de 2 lieutenants, 2 enseignes, 6 sergents de bataille :
    - dix centeniers ayant sous leurs ordres une centaine d'arquebusiers et piquiers

## Devoirs des légionnaires
Le roi et son Conseil tenaient à ce que les soldats et les chefs soient pris parmi les habitants de la province où se levait la légion. Tout homme qui passerait d'une légion à une autre serait « pendu et étranglé par la gorge ».
Les légionnaires et capitaines jurent de « bien servir le Roy envers et contre tous, sans nul excepter, en tous lieux et endroits où il plaira au dit seigneur ».

## Privilèges des légionnaires
Les gentilshommes sont exemptés de tous services dus à raison de leur fief et les roturiers de la taille jusqu'à vingt sous.
Les soldes vont de 50 livres par mois pour les capitaines, 100 en temps de guerre, 25 ou 50 pour les lieutenants à 7 livres, dix sous, pour les simples légionnaires .
Comme dans la Légion romaine, les soldats méritants peuvent recevoir une récompense honorifique : un anneau d'or remis par le capitaine ou le colonel. Plus intéressant, les grades de la légion étaient accessibles aux simples soldats jusqu'à celui de capitaine, qui entraînait pour les roturiers l'anoblissement.

## Discipline
Pour assurer l'effectif, la montre (revue) de chaque légion devait se faire deux fois l'an.
Le légionnaire devait respecter les femmes et les enfants. Dans le camp étaient interdits le blasphème, les jeux de cartes et de dés, les combats, la fréquentation des filles.
Les punitions allaient de l'essorillement, du percement de la langue à la pendaison ou à la strangulation.

## Arquebusiers et piquiers
Les piquiers sont équipés « de corselets, de bourguignottes à bavières, brassals, gantelets et tassettes jusqu'au genoil, portant long bois et la plupart, le pistolet à la ceinture ».
L'arquebusier porte le hallecret, la hoguine et le gorgerin.
Au combat, le piquier fait le mur de protection qui permet à l'arquebusier de préparer son arme et de tirer.

## Le soldat nouveau
Dans ses Commentaires, Blaise de Monluc salue l'apparition du soldat moderne : « D'aultres en ay veu parvenir qui ont pourté la pique à six francs de paye, fère des actes si bellicqueux, et se sont trovés si capables qu'il y en a eu prou qu'estaienct fiez de pouvres laboureurs et se sont mis par devant beaucoup de nobles pour leur hardiesse et vertu. »
De cette grande levée nationale, que sont les légions, vont naître les premiers régiments avec leur unité et leur esprit de corps.